# Robo-samurai contra Mondo-bot
„Robo-samurai contra Mondo-bot” este al patruzeci și unulea episod al serialului de desene animate Samurai Jack.

## Subiect
Într-un oraș părăsit și pe jumătate distrus, Jack este atacat de un robot enorm și salvat în cele din urmă de un roboțel. Uriașul Mondo-bot era creația lor, construit pentru a-i proteja, dar scăpase de sub control și se întorsese împotriva lor, obligându-i să se retragă în subterane pentru a supraviețui. Roboțelul îi admirase vitejia în luptă și este convins că Jack este Alesul, cel care îi va scăpa de pacoste.
Orașul Andromeda fusese construit pe locul unui vechi oraș al giganților, ale cărei rămășițe puteau fi găsite acum pe fundul mării. Jack se scufundă și găsește un gigant samurai, cu care se identifică și îi dă viață. Astfel reîncarnat, Jack se luptă de la egal la egal cu Mondo-bot și îl învinge.